# Zhang Kai-Lin
Dans ce nom chinois, le nom de famille, Zhang, précède le nom personnel.
Ne pas confondre avec Zhang Shuai, également joueuse de tennis.
Zhang Kai-Lin, née le 28 janvier 1990, est une joueuse de tennis chinoise, inactive depuis 2019.
Vainqueure de vingt tournois ITF (5 en simple, 15 en double), elle remporte en 2015 son premier titre en catégorie WTA 125 en double à Dalian aux côtés de sa compatriote Zheng Saisai.

## Palmarès

### Titre en double en WTA 125
| No | Date       | Nom et lieu du tournoi     | Catégorie | Dotation  | Surface    | Partenaire   | Finalistes                 | Score    |          |
| -- | ---------- | -------------------------- | --------- | --------- | ---------- | ------------ | -------------------------- | -------- | -------- |
| 1  | 08-09-2015 | Dalian Women's Open Dalian | WTA 125   | 125 000 $ | Dur (ext.) | Zheng Saisai | Chan Chin-wei Darija Jurak | 6-3, 6-4 | Parcours |

### Finale en double en WTA 125
| No | Date       | Nom et lieu du tournoi            | Catégorie | Dotation  | Surface    | Vainqueures                  | Partenaire | Score             |          |
| -- | ---------- | --------------------------------- | --------- | --------- | ---------- | ---------------------------- | ---------- | ----------------- | -------- |
| 1  | 27-10-2014 | International Women's Open Ningbo | WTA 125   | 125 000 $ | Dur (ext.) | Arina Rodionova Olga Savchuk | Han Xinyun | 4-6, 7-62, [10-6] | Parcours |

## Parcours en Grand Chelem

### En simple
| Année | Open d'Australie | Open d'Australie | Internationaux de France | Internationaux de France | Wimbledon | Wimbledon       | US Open | US Open           |
| ----- | ---------------- | ---------------- | ------------------------ | ------------------------ | --------- | --------------- | ------- | ----------------- |
| 2015  | Q1               | Maryna Zanevska  | Q2                       | Margarita Gasparyan      | Q1        | Zhang Shuai     | Q1      | Amandine Hesse    |
| 2016  | Q3               | Naomi Osaka      | Q1                       | Sesil Karatantcheva      | Q2        | Tereza Smitková | Q2      | Kristie Ahn       |
| 2017  | Q3               | Ana Bogdan       | Q1                       | Elitsa Kostova           | —         | —               | —       | —                 |
|       |                  |                  |                          |                          |           |                 |         |                   |
| 2019  | —                | —                | Q2                       | Bernarda Pera            | —         | —               | Q1      | Varvara Lepchenko |

N.B. : à droite du résultat se trouve le nom de l'ultime adversaire.

### En double dames
| Année | Open d'Australie             | Open d'Australie          | Internationaux de France | Internationaux de France | Wimbledon                  | Wimbledon                | US Open                    | US Open                      |
| ----- | ---------------------------- | ------------------------- | ------------------------ | ------------------------ | -------------------------- | ------------------------ | -------------------------- | ---------------------------- |
| 2015  | -                            | -                         | -                        | -                        | 1er tour (1/32) Wang Yafan | Lauren Davis Kurumi Nara | -                          | -                            |
| 2016  | 1er tour (1/32) Zarina Diyas | M. Gasparyan Alex. Panova | -                        | -                        | -                          | -                        | 1er tour (1/32) Han Xinyun | Chan Hao-ching Chan Yung-jan |

sous le résultat, la partenaire ; à droite, l’ultime équipe adverse.

## Parcours en «Premier Mandatory» et «Premier 5»
Découlant d'une réforme du circuit WTA inaugurée en 2009, les tournois WTA « Premier Mandatory » et « Premier 5 » constituent les catégories d'épreuves les plus prestigieuses, après les quatre levées du Grand Chelem.

### En simple dames
| Année |              | Premier Mandatory | Premier Mandatory | Premier Mandatory | Premier Mandatory       |       | Premier 5 | Premier 5                 | Premier 5  | Premier 5 | Premier 5 | Premier 5                         | Premier 5                         |
| Année | Indian Wells | Miami             | Madrid            | Pékin             |                         | Dubaï | Rome      | Canada                    | Cincinnati | Wuhan     | Wuhan     |                                   |                                   |
| Année | Indian Wells | Miami             | Madrid            | Pékin             | Doha                    |       | Rome      | Canada                    | Cincinnati | Wuhan     | Wuhan     |                                   |                                   |
| Année | Indian Wells | Miami             | Madrid            | Pékin             |                         |       | Rome      | Canada                    | Cincinnati | Wuhan     | Wuhan     |                                   |                                   |
| 2014  |              |                   |                   |                   | 1er tour (1/32) Peng S. |       |           |                           |            |           |           | 1er tour (1/32) C. Suárez Navarro | 1er tour (1/32) C. Suárez Navarro |
| 2017  |              |                   |                   |                   |                         |       |           | 1er tour (1/32) S. Stosur |            |           |           |                                   |                                   |

Sous le résultat, l’ultime adversaire.

## Classements WTA en fin de saison
| Année          | 2010 | 2011 | 2012 | 2013 | 2014 | 2015 | 2016 | 2017 | 2018 | 2019 | 2020 | 2021 |
| Rang en simple | 694  | 651  | 393  | 740  | 190  | 139  | 130  | 206  | 260  | 312  | 471  | 931  |
| Rang en double | 444  | 434  | 380  | 811  | 125  | 103  | 131  | 334  | 1210 | 740  | 1229 | 1489 |

source : (en) Classements de Zhang Kai-Lin sur le site officiel de la Fédération internationale de tennis